# Conrad József
Conrad József (Sopron, 1756. április 12. – Sopron, 1780. június 20.) orvos.

## Élete
Conrad András főorvos fia volt. Tanulmányait szülőföldjén végezve, az orvosi tudományokat Bécsben hallgatta, ahol 1779-ben doktor lett; azután Sopronban főorvosnak választották. Az Academia naturae curiosorum természetvizsgálótársaság 1781. május 20.-án IV. Diodorus névvel tagjai közé választotta.

## Munkái
Philosophia historiae naturalis specimen inauguralis. Viennae, 1779.
Természetrajzi és gazdasági cikkeket írt az Ung. Magazin I. és II. kötetébe és a Göttingische Gelehrte Anzeigen című folyóirat I. kötetébe. (Ueber Verbindung und Zusammenhang der systematischen und historischen Studien der Naturgeschichte; Bemerkungen über die Entomologie überhaupt, nebst Beyträgen zur Kenntniss der um Oedenburg befindlichen Insekten.)